# WWE The Bash
The Bash was een professioneel worstel-pay-per-viewevenement dat geproduceerd werd door World Wrestling Entertainment. Dit evenement was de zesde en laatste editie van The Great American Bash en vond plaats in de ARCO Arena in Sacramento (Californië) op 28 juni 2009.
De belangrijkste gebeurtenis was een Three Stages of Hell match tussen de kampioen Randy Orton en Triple H voor de WWE Championship.

## Matchen
| Nr.                                                                          | Match | Winnaar(s)                              |
| ---------------------------------------------------------------------------- | --- | --------------------------------------- |
| -                                                                            | Shelton Benjamin vs. R-Truth in een een-op-een match                                                                                  | R-Truth                                 |
| 1                                                                            | Tommy Dreamer (c) vs. Jack Swagger vs. Christian vs. Finlay vs. Mark Henry in een Scramble match voor het ECW Championship            | Tommy Dreamer (c)                       |
| 2                                                                            | Chris Jericho (c) vs. Rey Mysterio in een een-op-een match voor het WWE Intercontinental Championship                                 | Rey Mysterio (nc)                       |
| 3                                                                            | Dolph Ziggler vs. The Great Khali (met Ranjin Singh) in een No Disqualification match                                                 | Dolph Ziggler                           |
| 4                                                                            | The Colóns (c) vs. The Legacy vs. Edge & Chris Jericho in een triple threat tag team match voor het Unified WWE Tag Team Championship | Edge & Chris Jericho (nc)               |
| 5                                                                            | Melina Perez (c) vs. Michelle McCool in een een-op-een match voor het WWE Women's Championship                                        | Michelle McCool (nc)                    |
| 6                                                                            | CM Punk (c) vs. Jeff Hardy in een een-op-een match voor het World Heavyweight Championship                                            | Jeff Hardy; diskwalificatie CM Punk (c) |
| 7                                                                            | John Cena vs. The Miz in een een-op-een match                                                                                         | John Cena                               |
| 8                                                                            | Randy Orton (c) vs. Triple H in een Three Stages of Hell match voor het WWE Championship                                              | Randy Orton (c)                         |
| (c) huidige kampioen voor en na de match \| (nc) nieuwe kampioen na de match | |                                         |